# 兰新铁路

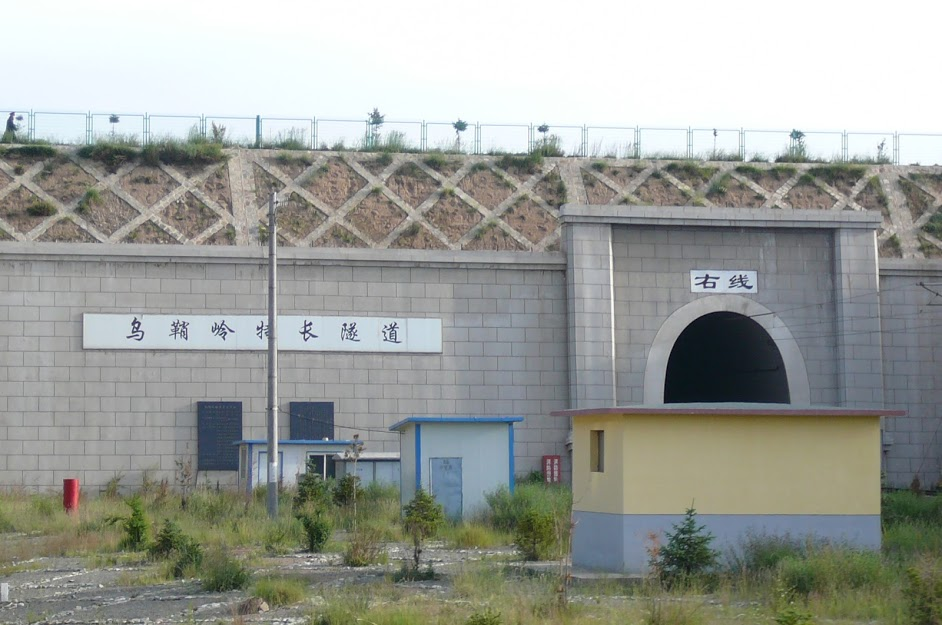
全長20.05公里的乌鞘岭隧道曾經是中國最長的鐵路隧道。

兰新铁路（維吾爾語：لەنجۇ - شىنجاڭ تۆمۈريولى‎）起自中国甘肃省兰州市兰州站，终于新疆维吾尔自治区乌鲁木齐市乌鲁木齐南站，全长1,892公里。东端与陇海铁路相连，西端与北疆铁路相连，构成横贯中国的铁路线，是新亞歐大陸橋的重要组成部分。

## 概况
东起兰州站，西跨黄河，越海拔3,000米的乌鞘岭，沿祁连山北麓入河西走廊，经武威、张掖、酒泉，出嘉峪关，经玉门、疏勒河，沿马鬃山南麓西进，跨红柳河进入新疆维吾尔自治区，再沿天山南麓，经哈密、鄯善及吐鲁番盆地北缘，在达坂城穿过天山至乌鲁木齐南站，全长1892公里。

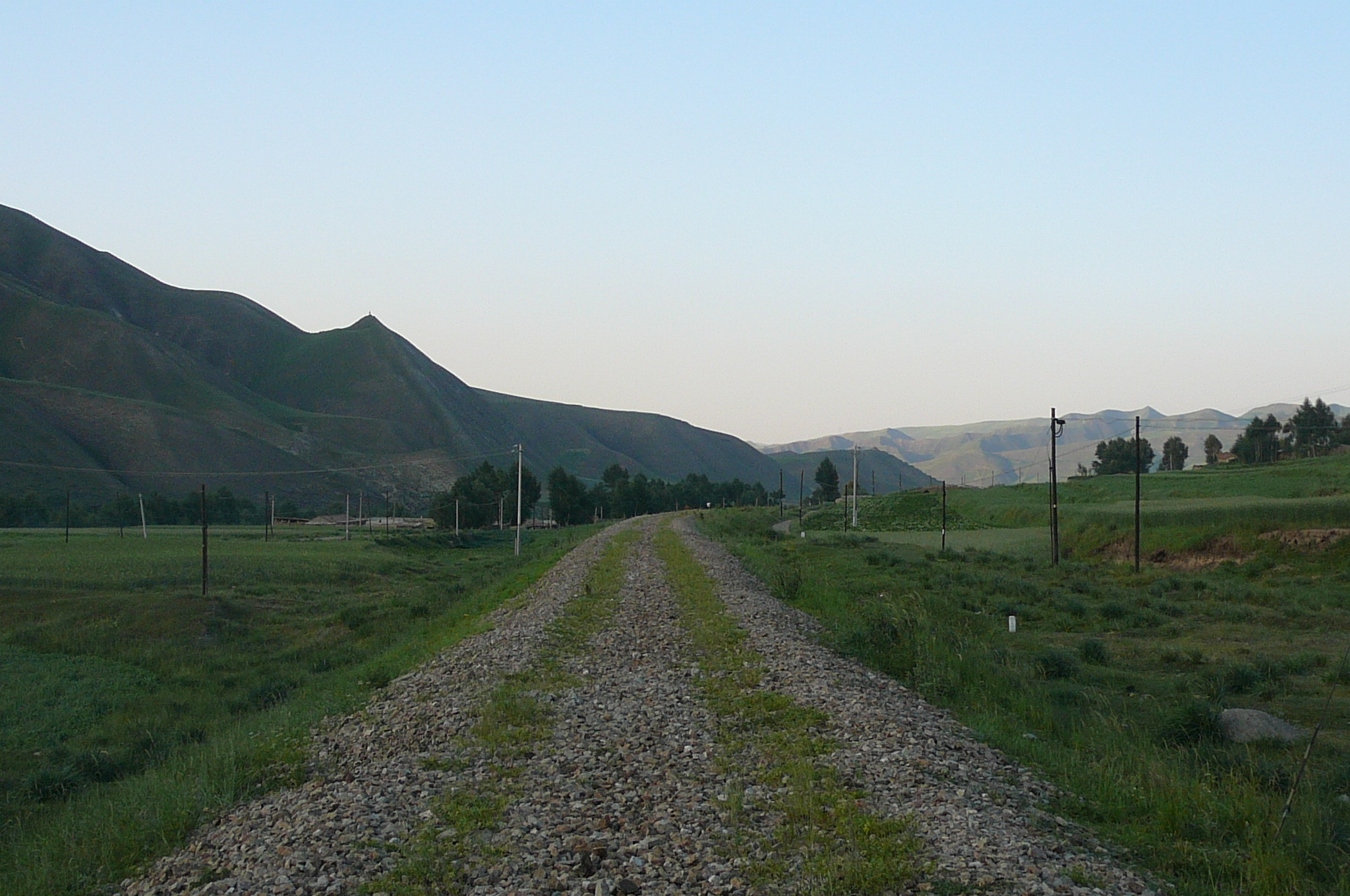
烏鞘嶺展线遗迹

1952年10月开工，1954年铺轨至武威，1956年铺轨至酒泉，1958年12月铺轨至红柳河，1960年铺轨至吐鲁番，1962年12月全線建成。1989年电气化通至武威，1995年6月30日全线双线化，2006年9月22日电气化通至嘉峪关，2012年底全线电气化。目前全线为国铁I级双线电气化铁路。
目前已有与本线走向大致平行的高速铁路兰新客运专线，线路东起兰州西站与徐兰客运专线相连，西至乌鲁木齐站，全长1786公里，設計最高時速250公里，成為中國東部出入新疆的第二條鐵路通道。

## 事故

### 兰新线怪病
由于上世纪中国内地普遍列车运行车底不足，铁路运输系统时常严重超员，时速较慢且兰新铁路运行的列车普遍运距长，加上沿途景色荒凉、气候干燥等原因，导致兰新线上的旅客有时会发生旅行性精神障碍，发病时常出现伤人、毁物、自残、跳车等行为，该现象被铁路系统人员称为“兰新线怪病”，是西行列车和西部地理环境中所特有的一种现象。